# Squash-Mannschaftsweltmeisterschaft 1985
Die 10. Mannschafts-Weltmeisterschaft der Herren (englisch 1985 Men's World Team Squash Championships) fand vom 27. November bis 5. Dezember 1985 in Kairo, Ägypten statt. Insgesamt nahmen wie im Vorjahr 20 Mannschaften teil. Mit Spanien und Griechenland gaben zwei Mannschaften ihr Debüt bei einer Weltmeisterschaft.
Titelverteidiger war Pakistan, das seinen Titel wie schon bei der vorangegangenen Weltmeisterschaft verteidigte. Im Finale besiegte die pakistanische Mannschaft diesmal Neuseeland, was den nunmehr vierten Titelgewinn für Pakistan bedeutete. Australien wurde Dritter vor England. Die Mannschaft der Bundesrepublik Deutschland belegte den achten Rang.

## Modus
Die teilnehmenden Mannschaften traten in zwei Gruppen an. Innerhalb der Gruppe wurde im Round Robin-Modus gespielt, die beiden bestplatzierten Mannschaften zogen in die Hauptrunde ein, die nach demselben Modus gespielt wurde. Die besten beiden Mannschaften der Hauptrunde zogen ins Halbfinale ein. Dieses wurde im K.-o.-System ausgetragen. Alle Plätze wurden ausgespielt.
Alle Mannschaften bestanden aus mindestens drei und höchstens vier Spielern, die in der Reihenfolge ihrer Spielstärke gemeldet werden mussten. Pro Begegnung wurden drei Einzelpartien bestritten. Eine Mannschaft hatte gewonnen, wenn ihre Spieler zwei der Einzelpartien gewinnen konnten. Die Spielreihenfolge der einzelnen Partien war unabhängig von der Meldereihenfolge der Spieler.

## Ergebnisse

### Vorrunde

#### Gruppe A
| Rang | Land               | Sp. | S | N | Sp.-Diff. | Punkte |
| ---- | ------------------ | --- | - | - | --------- | ------ |
| 1    | England            | 4   | 4 | 0 | 11:1      | 8      |
| 2    | Singapur           | 4   | 3 | 1 | 9:3       | 6      |
| 3    | Vereinigte Staaten | 4   | 2 | 2 | 6:6       | 4      |
| 4    | Frankreich         | 4   | 1 | 3 | 4:8       | 2      |
| 5    | Kuwait             | 4   | 0 | 4 | 0:12      | 0      |

| England  | – | Singapur           | 3:0 |
| England  | – | Vereinigte Staaten | 2:1 |
| England  | – | Frankreich         | 3:0 |
| England  | – | Kuwait             | 3:0 |
| Singapur | – | Vereinigte Staaten | 3:0 |

| Singapur           | – | Frankreich | 3:0 |
| Singapur           | – | Kuwait     | 3:0 |
| Vereinigte Staaten | – | Frankreich | 2:1 |
| Vereinigte Staaten | – | Kuwait     | 3:0 |
| Frankreich         | – | Kuwait     | 3:0 |

#### Gruppe B
| Rang | Land         | Sp. | S | N | Sp.-Diff. | Punkte |
| ---- | ------------ | --- | - | - | --------- | ------ |
| 1    | Australien   | 4   | 4 | 0 | 12:0      | 8      |
| 2    | Kanada       | 4   | 3 | 1 | 8:4       | 6      |
| 3    | Finnland     | 4   | 2 | 2 | 7:5       | 4      |
| 4    | Griechenland | 4   | 1 | 3 | 3:9       | 2      |
| 5    | Malaysia     | 4   | 0 | 4 | 0:12      | 0      |

| Australien | – | Kanada       | 3:0 |
| Australien | – | Finnland     | 3:0 |
| Australien | – | Griechenland | 3:0 |
| Australien | – | Malaysia     | 3:0 |
| Kanada     | – | Finnland     | 2:1 |

| Kanada       | – | Griechenland | 3:0 |
| Kanada       | – | Malaysia     | 3:0 |
| Finnland     | – | Griechenland | 3:0 |
| Finnland     | – | Malaysia     | 3:0 |
| Griechenland | – | Malaysia     | 3:0 |

#### Gruppe C
| Rang | Land        | Sp. | S | N | Sp.-Diff. | Punkte |
| ---- | ----------- | --- | - | - | --------- | ------ |
| 1    | Neuseeland  | 4   | 4 | 0 | 11:1      | 8      |
| 2    | Ägypten     | 4   | 3 | 1 | 9:3       | 6      |
| 3    | Niederlande | 4   | 2 | 2 | 5:7       | 4      |
| 4    | Irland      | 4   | 1 | 3 | 5:7       | 2      |
| 5    | Monaco      | 4   | 0 | 4 | 0:12      | 0      |

| Neuseeland | – | Ägypten     | 2:1 |
| Neuseeland | – | Niederlande | 3:0 |
| Neuseeland | – | Irland      | 3:0 |
| Neuseeland | – | Monaco      | 3:0 |
| Ägypten    | – | Niederlande | 3:0 |

| Ägypten     | – | Irland | 2:1 |
| Ägypten     | – | Monaco | 3:0 |
| Niederlande | – | Irland | 2:1 |
| Niederlande | – | Monaco | 3:0 |
| Irland      | – | Monaco | 3:0 |

#### Gruppe D
| Rang | Land           | Sp. | S | N | Sp.-Diff. | Punkte |
| ---- | -------------- | --- | - | - | --------- | ------ |
| 1    | Pakistan       | 4   | 4 | 0 | 12:0      | 8      |
| 2    | BR Deutschland | 4   | 3 | 1 | 7:5       | 6      |
| 3    | Schweden       | 4   | 2 | 2 | 7:5       | 4      |
| 4    | Schottland     | 4   | 1 | 3 | 4:8       | 2      |
| 5    | Spanien        | 4   | 0 | 4 | 0:12      | 0      |

| Pakistan       | – | BR Deutschland | 3:0 |
| Pakistan       | – | Schweden       | 3:0 |
| Pakistan       | – | Schottland     | 3:0 |
| Pakistan       | – | Spanien        | 3:0 |
| BR Deutschland | – | Schweden       | 2:1 |

| BR Deutschland | – | Schottland | 2:1 |
| BR Deutschland | – | Spanien    | 3:0 |
| Schweden       | – | Schottland | 3:0 |
| Schweden       | – | Spanien    | 3:0 |
| Schottland     | – | Spanien    | 3:0 |

### Hauptrunde

#### Gruppe A
| Rang | Land           | Sp. | S | N | Sp.-Diff. | Punkte |
| ---- | -------------- | --- | - | - | --------- | ------ |
| 1    | Neuseeland     | 3   | 3 | 0 | 8:1       | 6      |
| 2    | England        | 3   | 2 | 1 | 7:2       | 4      |
| 3    | Kanada         | 3   | 1 | 2 | 3:6       | 2      |
| 4    | BR Deutschland | 3   | 0 | 3 | 0:9       | 0      |

| Neuseeland | – | England        | 2:1 |
| Neuseeland | – | Kanada         | 3:0 |
| Neuseeland | – | BR Deutschland | 3:0 |
| England    | – | Kanada         | 3:0 |
| England    | – | BR Deutschland | 3:0 |
| Kanada     | – | BR Deutschland | 3:0 |

#### Gruppe B
| Rang | Land       | Sp. | S | N | Sp.-Diff. | Punkte |
| ---- | ---------- | --- | - | - | --------- | ------ |
| 1    | Pakistan   | 3   | 3 | 0 | 8:1       | 6      |
| 2    | Australien | 3   | 2 | 1 | 7:2       | 4      |
| 3    | Singapur   | 3   | 1 | 2 | 2:7       | 2      |
| 4    | Ägypten    | 3   | 0 | 3 | 1:8       | 0      |

| Pakistan   | – | Australien | 2:1 |
| Pakistan   | – | Singapur   | 3:0 |
| Pakistan   | – | Ägypten    | 3:0 |
| Australien | – | Singapur   | 3:0 |
| Australien | – | Ägypten    | 3:0 |
| Singapur   | – | Ägypten    | 2:1 |

### Halbfinale
| Pakistan   | – | England    | 3:0 |
| Neuseeland | – | Australien | 2:1 |

### Finale
| Pakistan                                         | Finale | Neuseeland                                                       |
| ------------------------------------------------ | --- | ---------------------------------------------------------------- |
| Team Jahangir Khan Umar Hayat Khan Sohail Qaiser | Datum: 5. Dezember 1985 Ort: Kairo \| Umar Hayat Khan \| 0:9, 4:9, 9:7, 2:9 \| Stuart Davenport \| \| Jahangir Khan \| 9:1, 9:3, 9:2 \| Ross Norman \| \| Sohail Qaiser \| 9:4, 9:2, 9:6 \| Paul Viggers \| Resultat: 2:1 | Team Ross Norman Stuart Davenport Paul Viggers Anthony McMurtrie |
| Umar Hayat Khan                                  | 0:9, 4:9, 9:7, 2:9 | Stuart Davenport                                                 |
| Jahangir Khan                                    | 9:1, 9:3, 9:2 | Ross Norman                                                      |
| Sohail Qaiser                                    | 9:4, 9:2, 9:6 | Paul Viggers                                                     |

## Abschlussplatzierungen
| Rang | Mannschaft     |
| 01.  | Pakistan       |
| 02.  | Neuseeland     |
| 03.  | Australien     |
| 04   | England        |
| 05.  | Ägypten        |
| 06.  | Singapur       |
| 07.  | Kanada         |
| 08.  | BR Deutschland |

| Rang | Mannschaft         |
| 09.  | Schweden           |
| 10.  | Finnland           |
| 11.  | Niederlande        |
| 12.  | Schottland         |
| 13.  | Irland             |
| 14.  | Frankreich         |
| 15.  | Vereinigte Staaten |
| 16.  | Griechenland       |

| Rang | Mannschaft |
| 17.  | Malaysia   |
| 18.  | Spanien    |
| 19.  | Monaco     |
| 20.  | Kuwait     |